# Atheta campbelli

Atheta campbelli (лат.) — вид коротконадкрылых жуков из подсемейства Aleocharinae. Северная Америка.

## Распространение
США, Канада.

## Описание
Мелкие коротконадкрылые жуки, длина тела около 2 мм. Основная окраска коричневая. Найдены в навозе и в подстилке у входа в нору лесного сурка (Marmota monax) на лугу, рядом с сосновым лесом и лесом из лиственных пород. Лозе и др. (1990) сообщали о нахождении в навозе медведей и северных оленей. Взрослые особи были собраны в мае-августе. Вид был впервые описан в 1990 году немецким энтомологом Густавом Адольфом Лозе (G. A. Lohse; Гамбург, ФРГ) под первоначальным названием Dimetrota campbelli, а его валидный статус подтверждён в 2016 году канадскими энтомологами Яном Климашевским (Jan Klimaszewski; Laurentian Forestry Centre, Онтарио, Канада) и Реджинальдом Вебстером (Reginald P. Webster).